# Serinska proteaza
Serinske proteaze (ili serinske endopeptidaze) enzimi su koji presecaju peptidne veze proteina, i u kojima serin služi kao nukleofilna aminokiselina na aktivnom mestu enzima.
One su sveprisutne kod eukariota i prokariota. Serinske proteaze se dele u dve široke kategorije na osnovu njihove strukture: himotripsin slične (tripsinu slične) ili subtilisinu slične. Kod ljudi, one su odgovorne za koordiniranje različitih fizioloških funkcija, uključujući varenje, imunski respons, koagulaciju krvi i reprodukciju.

## Klasifikacija
MEROPS proteazni klasifikacioni sistem sadrži 16 superfamilija (2013) svaka od kojih sadrži mnoštvo familija. Svaka superfamilija koristi katalitičku trijadu ili dijadu u različitim proteinskim savijanjima, što je primer konvergentne evolucije katalitičkog mehanizma. Većina enzima pripada S1 familiji PA klana (superfamilije) proteaza.
P superfamilija sadrži mešavinu nukleofilnih klasa familija, dok se S sastoji od serinskih proteaza. Unutar svake superfamilije, familije su označene po njihovim katalitičkim nukleofilu (S = serinske proteaze).
Familije serinskih proteaza
| Superfamilija | Familije                                                         | Primeri                                                                           |
| ------------- | ---------------------------------------------------------------- | --------------------------------------------------------------------------------- |
| SB            | S8, S53                                                          | Subtilisin (Bacillus licheniformis)                                               |
| SC            | S9, S10, S15, S28, S33, S37                                      | Prolilna oligopeptidaza (Sus scrofa)                                              |
| SE            | S11, S12, S13                                                    | D-Ala-D-Ala peptidaza C (Escherichia coli)                                        |
| SF            | S24, S26                                                         | Signalna peptidaza I (Escherichia coli)                                           |
| SH            | S21, S73, S77, S78, S80                                          | Citomegalovirus asemblin (ljudski herpesvirus 5)                                  |
| SJ            | S16, S50, S69                                                    | Lon-A peptidaza (Escherichia coli)                                                |
| SK            | S14, S41, S49                                                    | Clp proteaza (Escherichia coli)                                                   |
| SO            | S74                                                              | Fag K1F endosijalidaza CIMCD samo-rascepljujući protein (Enterobacterija fag K1F) |
| SP            | S59                                                              | Nukleoporin 145 (Homo sapiens)                                                    |
| SR            | S60                                                              | Laktoferin (Homo sapiens)                                                         |
| SS            | S66                                                              | Mureinska tetrapeptidaza LD-karboksipeptidaza (Pseudomonas aeruginosa)            |
| ST            | S54                                                              | Romboid-1 (Drosophila melanogaster)                                               |
| PA            | S1, S3, S6, S7, S29, S30, S31, S32, S39, S46, S55, S64, S65, S75 | Himotripsin A (Bos taurus)                                                        |
| PB            | S45, S63                                                         | prekursor penicilin G acilaze (Escherichia coli)                                  |
| PC            | S51                                                              | Dipeptidaza E (Escherichia coli)                                                  |
| PE            | P1                                                               | DmpA aminopeptidaza (Ochrobactrum anthropi)                                       |
| unassigned    | S48, S62, S68, S71, S72, S79, S81                                |                                                                                   |

## Spoljašnje veze
- The MEROPS online database for peptidases and their inhibitors: Serine Peptidase Архивирано на веб-сајту  (4. април 2017)
- Serine Proteases site at Saint Louis University (SLU)
- Serine+proteases на 